# Teretistris fernandinae
La parula testagialla (Teretistris fernandinae (Lembeye, 1859)) è un uccello appartenente alla famiglia Teretistridae, endemico dell'isola di Cuba.

## Voce
Le vocalizzazioni caratteristiche sono tzeet! note che vanno da basse e ronzanti ad alte e acute, a volte fornite singolarmente, a volte in serie e talvolta in rapidi cinguettii.

## Distribuzione e habitat
La parula testagialla vive nella parte occidentale dell'isola di Cuba. In particolare l'areale di questa specie copre, da costa a costa, l'intera provincia di Pinar del Río e di Artemisa sino al limite sud-occidentale della città di L'Avana. L'areale si estende poi solo sul versante caraibico della provincia di Mayabeque, di Matanzas, principalmente nel Parco nazionale della Ciénaga de Zapata, e di Cienfuegos, limite sud-orientale. Questo uccello abita anche sull'isola della Gioventù e altre isole limitrofe.